# Нос (опера)
«Нос» — первая опера Дмитрия Шостаковича. Была написана в 1927—1928 годах по одноимённой повести Николая Гоголя.

## История создания
Работу над оперой композитор начал в 1927 году. По его словам, задачей оперы было сатирическое изображение эпохи Николая I, чем и объяснялся выбор гоголевского сюжета. Большую часть либретто Шостакович написал самостоятельно. В первом акте лишь сцена пробуждения Ковалёва принадлежит Евгению Замятину Второй акт был целиком написан Шостаковичем, над третьим актом он работал совместно с молодыми литераторами Александром Прейсом и Георгием Иониным, воспитанником знаменитой Школы-коммуны имени Достоевского. Костяк либретто составили реплики персонажей повести, для пущей объёмности также был позаимствован материал из иных произведений Гоголя (из «Шинели», «Женитьбы», «Записок сумасшедшего», «Мёртвых душ» и прочих), кроме того, в опере звучит песенка Смердякова из романа «Братья Карамазовы» Достоевского. В либретто получил развёрнутую драматургическую интерпретацию ряд сцен, которые в повести лишь упоминаются или описываются лишь словами автора (например, сцена поимки Носа).
Партитура была окончена летом 1928 года, а переговоры о постановке Шостакович начал уже в феврале.

## История постановок
Сначала ставить оперу планировалось в Большом театре под режиссурой Мейерхольда, однако всё сорвалось из-за того, что Мейерхольд был слишком занят другими постановками. Тогда оперу передали в Малый оперный театр, где 18 января 1930 года состоялась премьера (дирижёр — Самуил Самосуд, режиссёр — Николай Смолич, художник — Владимир Дмитриев). Советская критика встретила «Нос» множеством недобрых отзывов. В период 1930—1931 годов опера была показана 16 раз, но под давлением общественного мнения её пришлось снять с репертуара.
В 1962 году партитура «Носа» была издана венским издательством «Universal Edition», после чего оперу стали ставить в различных зарубежных театрах. В СССР опера вернулась лишь в 1974 году в постановке Московского камерного музыкального театра под управлением Геннадия Рождественского (режиссёр — Борис Покровский, художник — Виктор Талалай). Следующее появление «Носа» на отечественной сцене относится лишь к 2004 году, когда опера была преподнесена публике в исполнении артистов Мариинского театра (дирижёр — Валерий Гергиев, режиссёр — Юрий Александров, художник — Зиновий Марголин).
Опера была поставлена в Бостонской опере в начале 2009 года, а также в Метрополитен-опере в Нью-Йорке в марте 2010 года. Эта постановка была возобновлена в 2013 и транслировалась в кинотеатрах по всему миру как часть программы «Live in HD» 26 октября 2013 года.

«Нос», трансляция Метрополитен-оперы 26 октября 2013 года
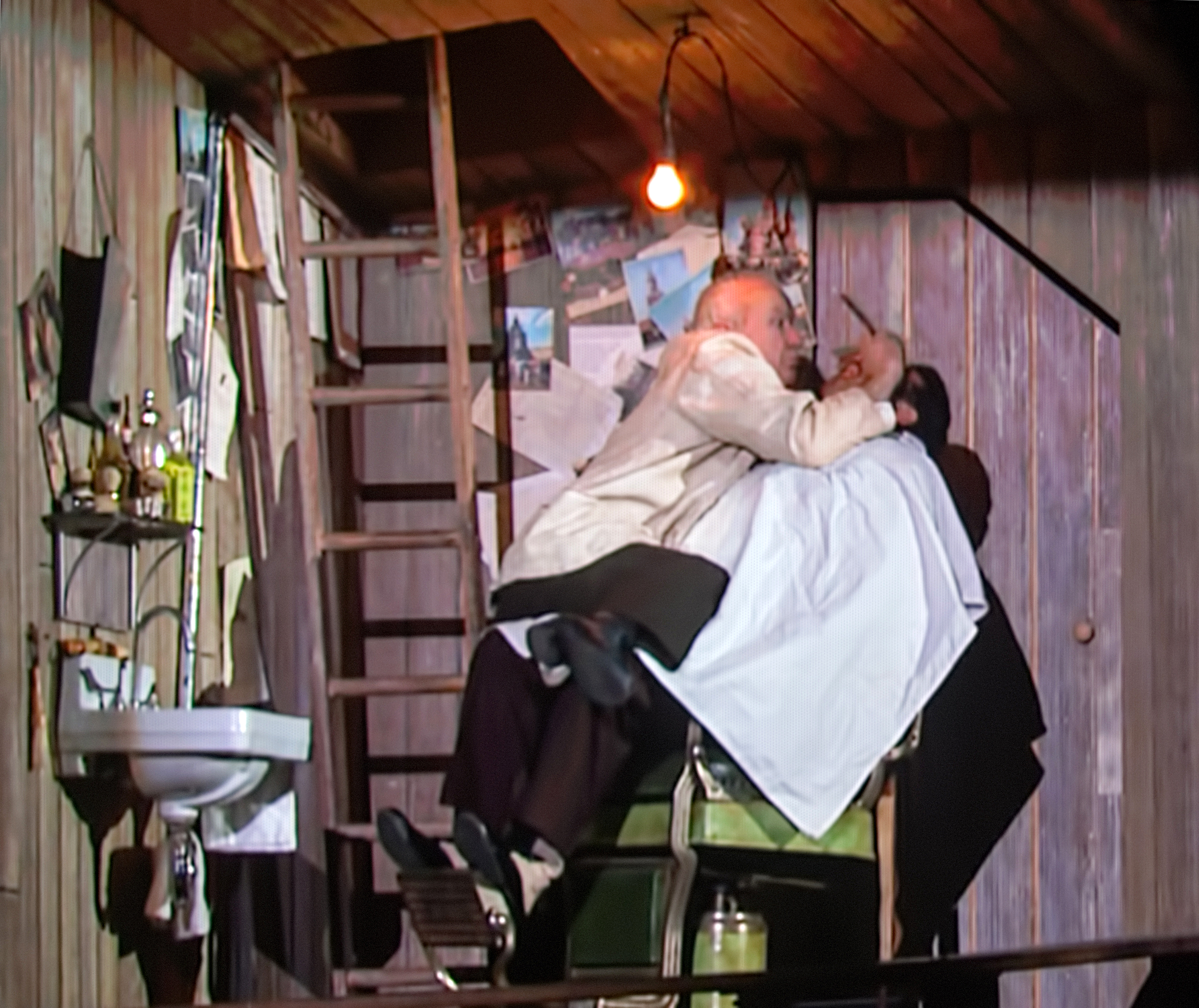
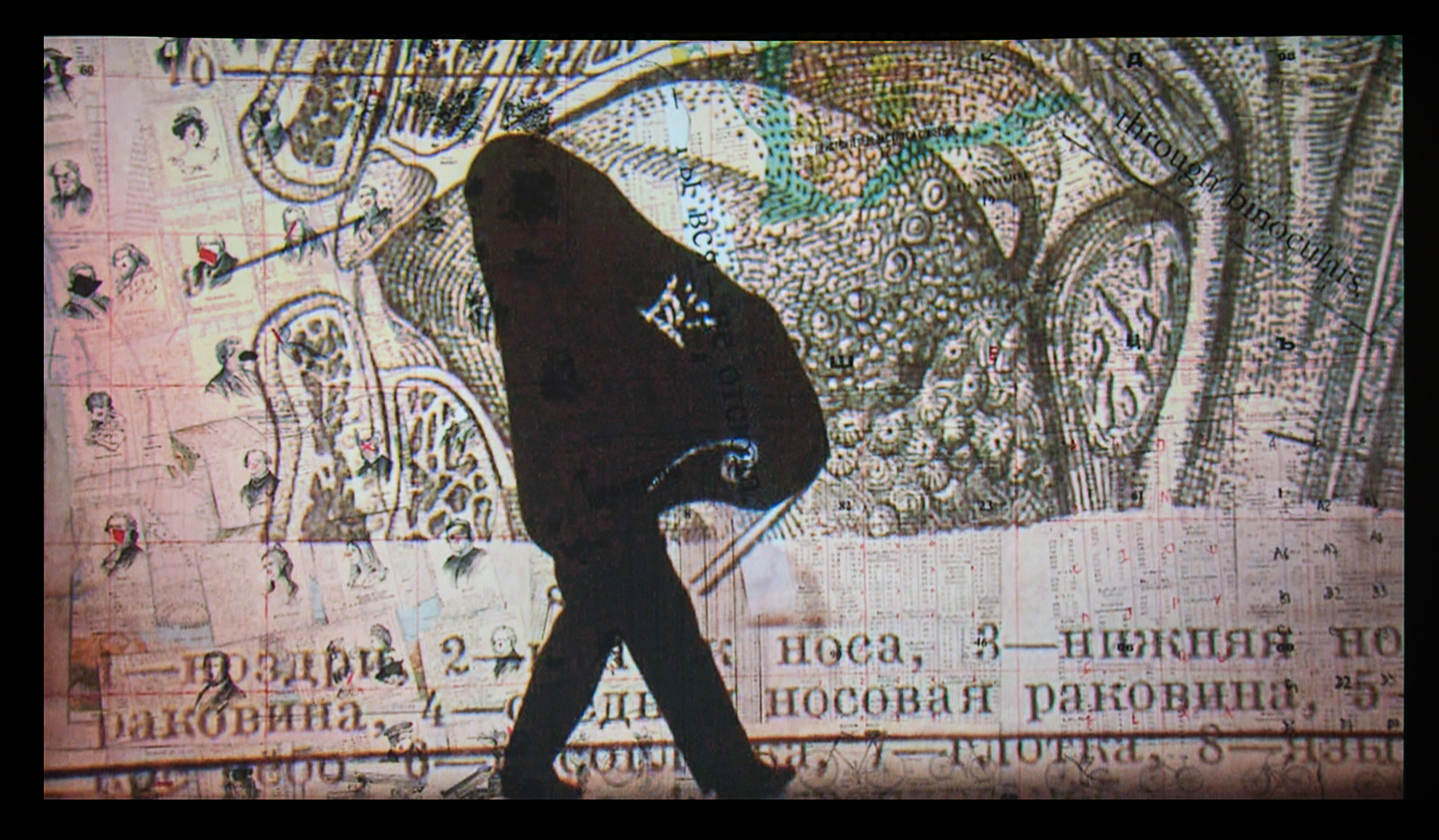
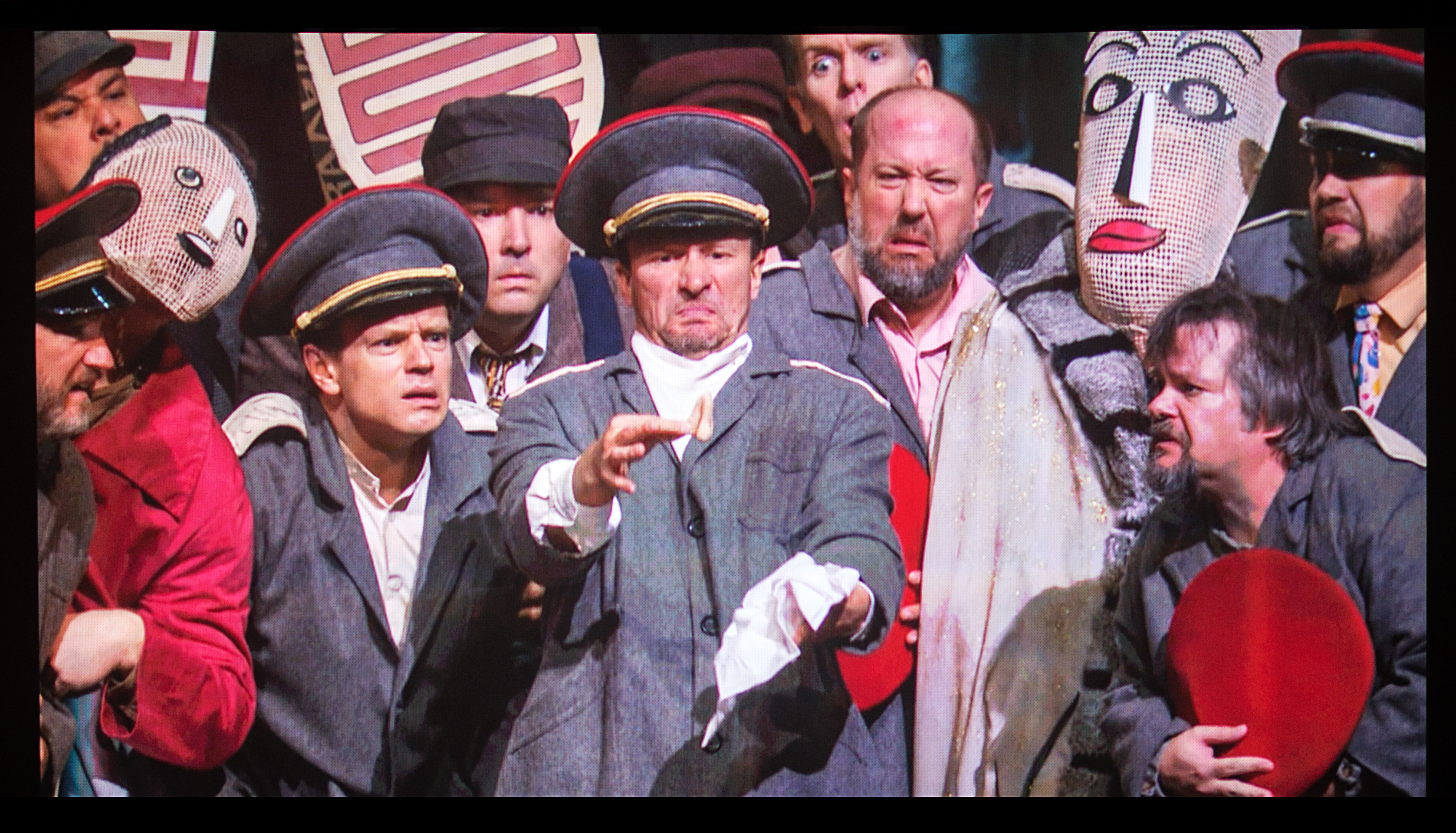
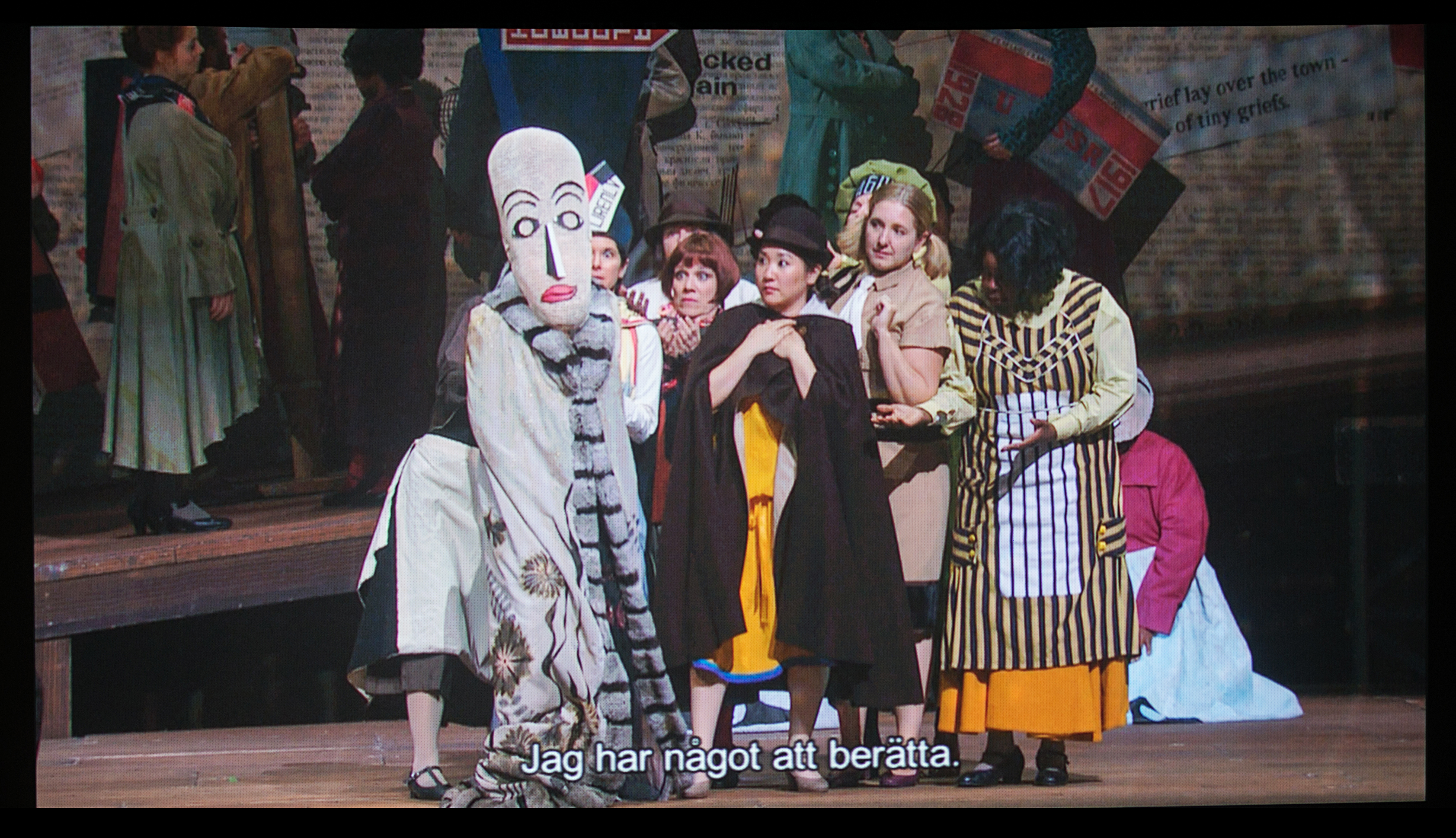
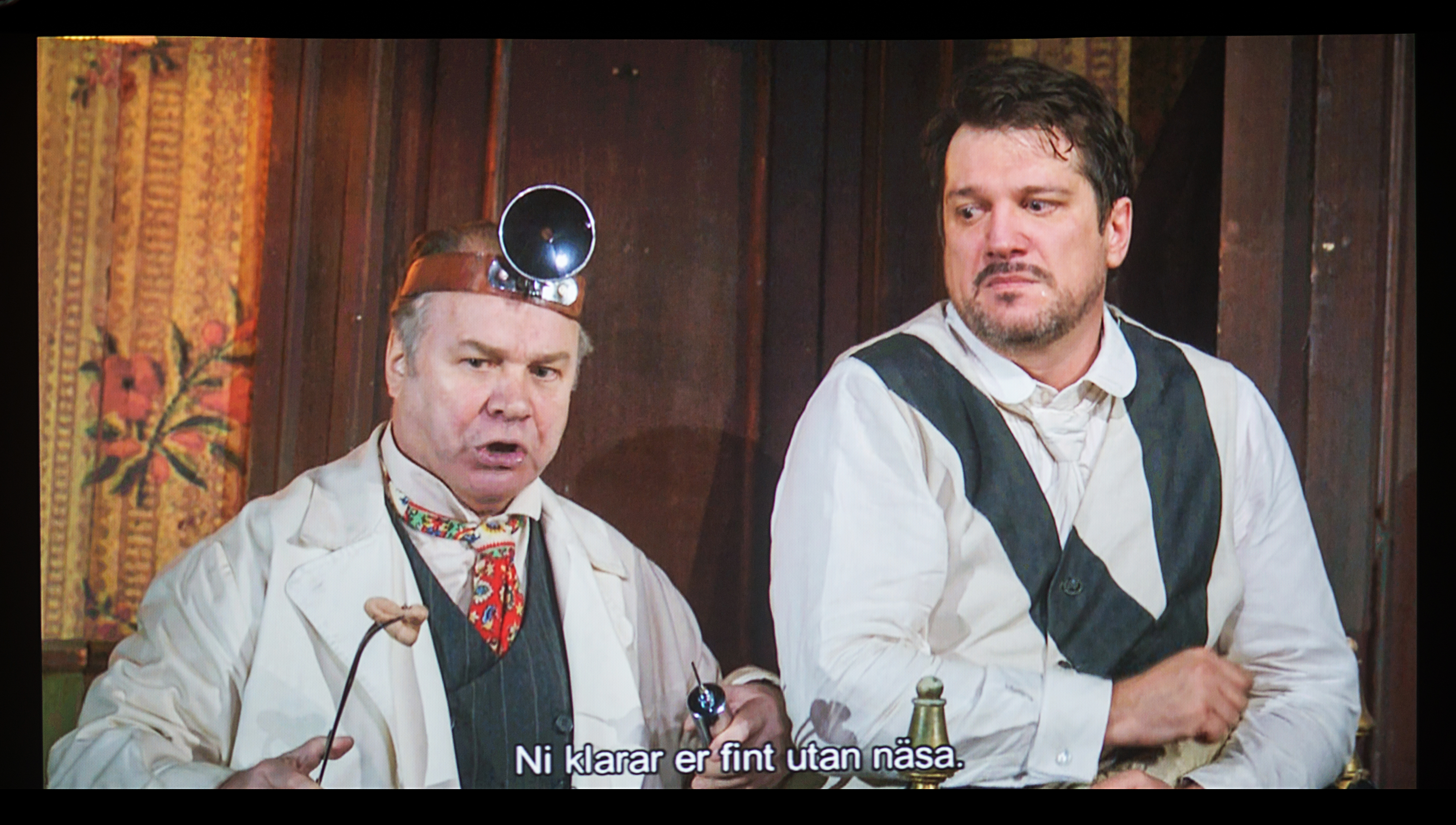
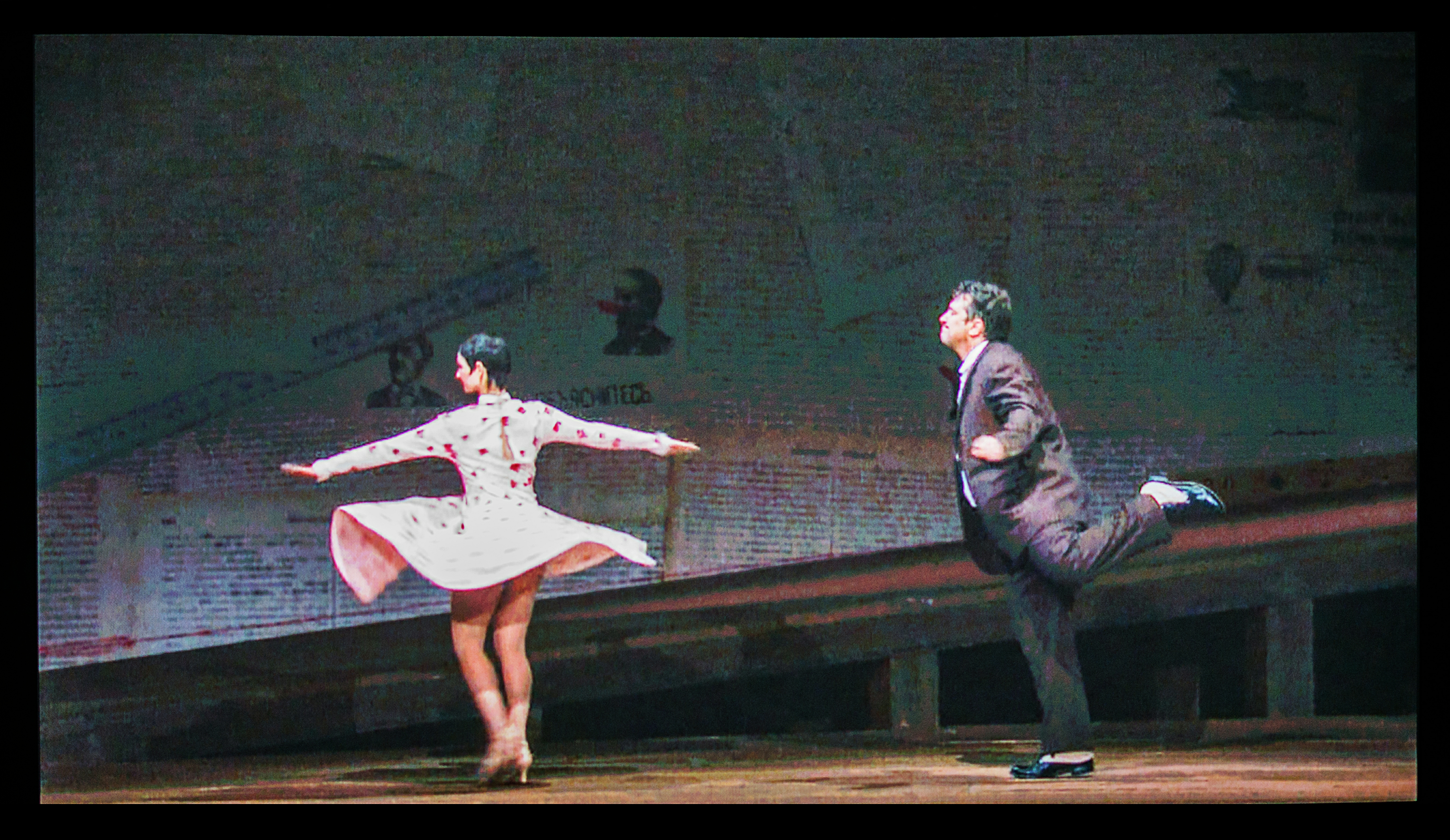

В 2021 году поставлена в Баварской государственной опере в Мюнхене. Режиссёр — Кирилл Серебренников, музыкальный руководитель — Владимир Юровский.

## Действующие лица
| Действующие лица                                                    | Голоса        |
| ------------------------------------------------------------------- | ------------- |
| Платон Кузьмич Ковалёв, коллежский асессор                          | баритон       |
| Иван Яковлевич, цирюльник                                           | бас           |
| Прасковья Осиповна, супруга Ивана Яковлевича                        | сопрано       |
| Квартальный надзиратель                                             | тенор-альтино |
| Иван, лакей Ковалёва                                                | тенор         |
| Нос                                                                 | тенор         |
| Лакей графини                                                       | баритон       |
| Чиновник из газетной экспедиции                                     | бас           |
| Восемь дворников, дающих объявления                                 | басы          |
| Десять полицейских                                                  | басы и тенора |
| Путешественник                                                      | без пения     |
| Провожающая дама                                                    | без пения     |
| Провожающий господин                                                | без пения     |
| Отец                                                                | бас           |
| Мать                                                                | сопрано       |
| 1-й сын                                                             | тенор         |
| 2-й сын                                                             | баритон       |
| Пётр Фёдорович                                                      | тенор         |
| Иван Иванович                                                       | баритон       |
| Старая барыня                                                       | контральто    |
| Приживалки (6-8 человек)                                            | сопрано       |
| Торговка                                                            | сопрано       |
| Доктор                                                              | бас           |
| Ярыжкин                                                             | тенор         |
| Подточина Пелагея Григорьевна, штаб-офицерша                        | меццо-сопрано |
| Её дочь                                                             | сопрано       |
| Семеро господ                                                       | басы и тенора |
| Старичок                                                            | тенор         |
| 1-й вновь прибывший                                                 | тенор         |
| 2-й вновь прибывший                                                 | бас           |
| Спекулятор                                                          | бас           |
| Заслуженный полковник                                               | тенор         |
| 1-й франт                                                           | тенор         |
| 2-й франт                                                           | бас           |
| Некто                                                               | бас           |
| Восемь студентов                                                    | басы и тенора |
| Почтенная дама                                                      | меццо-сопрано |
| 1-й сын почтенной дамы                                              | бас           |
| 2-й сын почтенной дамы                                              | бас           |
| Хозрев-Мирза                                                        | без пения     |
| 1-й знакомый Ковалёва                                               | бас           |
| 2-й знакомый Ковалёва                                               | тенор         |
| 3-й знакомый Ковалёва                                               | бас           |
| Будочник                                                            | бас           |
| Гайдук                                                              | бас           |
| Привратник полицмейстера                                            | тенор         |
| Извозчик                                                            | бас           |
| Кучер                                                               | бас           |
| Знакомые Ивана Яковлевича                                           | без пения     |
| Пожилая дама                                                        | без слов      |
| Тоненькая дама                                                      | без слов      |
| Торговка, продающая манишки                                         | без слов      |
| Пожарные                                                            | без слов      |
| Молящиеся, отъезжающие, провожающие, обыватели, полицейские, евнухи | хор           |

Ввиду большого числа действующих лиц партитурой предусмотрена возможность закрепления нескольких эпизодических ролей за одним артистом (так было сделано в постановке Покровского).

## Состав оркестра
Деревянные духовые
- Флейта
- Флейта-пикколо
- Контральтовая флейта in G
- Гобой
- Английский рожок in F
- Кларнет in B
- Кларнет-пикколо in Es
- Кларнет in A
- Бас-кларнет in B
- Фагот
- Контрафагот

Медные духовые
- Валторна in F
- Труба in B
- Корнет in B
- Тромбон

Ударные
- Треугольник
- Бубен
- Кастаньеты
- Барабан
- Том-том
- Трещотка
- Тарелки
- Большой барабан
- Там-там
- Колокольчики
- Колокол
- Ксилофон
- Флексатон

Струнные
- Домры малые
- Домры альтовые
- 2 балалайки
- 2 арфы
- Скрипки (первые и вторые)
- Альты
- Виолончели
- Контрабасы

Клавишные
- Фортепиано

## Сюжет

### Действие первое
Вступление. Иван Яковлевич бреет Ковалёва.
Картина первая. Цирюльня Ивана Яковлевича. Иван Яковлевич просыпается и завтракает. В хлебе он обнаруживает нос. Прасковья Осиповна закатывает ему скандал. Неожиданно становится темно, в темноте виден призрак квартального надзирателя, затем становится светло. Прасковья Осиповна требует, чтобы Иван Яковлевич немедленно вынес нос из дома.
Картина вторая. Набережная. Иван Яковлевич пытается выбросить нос, но ему повсюду попадаются знакомые. Наконец ему удаётся швырнуть нос в реку, тут же к нему приближается квартальный и начинает расспрашивать, что он только что сделал. Наступает тьма.
Антракт.
Картина третья. Спальня Ковалёва. Платон Кузьмич просыпается и обнаруживает пропажу носа. Он одевается и пускается на поиски.
Картина четвёртая. Казанский собор. Нос в мундире статского советника горячо молится. Ковалёв приближается и пытается вразумить Нос, но Нос отрицает свою связь с Ковалёвым. Пока Ковалёв отвлекается на заигрывание с дамой, Нос незаметно уходит. Опомнившись, Ковалёв беснуется.

### Действие второе
Вступление. Ковалёв на извозчичьих дрожках у ворот полицмейстера. Привратник сообщает, что полицмейстер только что уехал. Ковалёв распоряжается везти его в газетную экспедицию.
Картина пятая. Газетная экспедиция. Ковалёв пытается подать объявление о пропаже Носа, но чиновник не верит ему. Тогда Ковалёв показывает лицо. Чиновник советует описать это происшествие в «Северной пчеле» и предлагает Ковалёву понюхать табаку. Ковалёв приходит в ярость и убегает. Дворники подают объявления.
Антракт.
Картина шестая. Квартира Ковалёва. Лакей Ковалёва поёт под балалайку. Ковалёв приходит, бранит лакея и произносит печальный монолог.

### Действие третье
Картина седьмая. Окраина Петербурга. На сцене стоит пустой дилижанс. Квартальный распределяет десять полицейских в засаду. Дилижанс постепенно наполняется пассажирами. Появление хорошенькой торговки с бубликами возбуждает полицейских, они уводят её за сцену, квартальный тем временем засыпает. Когда дилижанс трогается, ему навстречу выбегает Нос. Кучер стреляет по Носу, но не попадает. Пассажиры выскакивают из дилижанса. Старая барыня бежит за Носом. Убегая от неё, Нос спотыкается о квартального, тот просыпается и свистит, на свист прибегают полицейские. Пассажиры и полицейские сообща ловят Нос. Нос отстреливается. Все окружают Нос и бьют его, от побоев он принимает прежний вид. Квартальный завёртывает нос в бумажку и вместе с полицейскими покидает сцену.
Картина восьмая. Квартиры Ковалёва и Подточиной. Квартальный возвращает Ковалёву нос. Ковалёв в благодарность даёт ему денег. Но вскоре его радость омрачается: нос не пристаёт к лицу. Иван бежит за доктором. Доктор осматривает Ковалёва, заявляет, что ничем не может помочь, и уходит. Приходит Ярыжкин. Ковалёв признаётся ему, что винит во всём штаб-офицершу Подточину. Ярыжкин советует написать ей обличительное письмо. Подточина получает письмо и читает его вместе с дочерью. Ещё до того, как они заканчивают читать, Ковалёв получает её ответ и читает его вместе с Ярыжкиным. Из ответа он заключает, что Подточина не виновата.
Интермедия. Петербург. На улице толпятся обыватели, слыхавшие, что где-то здесь прогуливается нос майора Ковалёва. Вновь прибывший объявляет, что нос в магазине Юнкера. Все бегут туда, но ничего не обнаруживают. Очередной вновь прибывший утверждает, что нос гуляет в Летнем саду. Все устремляются в Летний сад, там носа тоже нет. В сад заявляется Хозрев-Мирза, заинтересованный слухами о носе. Не обнаружив носа, он удаляется. Полицейские разгоняют толпу.

### Эпилог
Картина девятая. Квартира Ковалёва. Проснувшись, Ковалёв с радостью застаёт нос на своём месте. Он пляшет в экстазе. Иван Яковлевич приходит и бреет Ковалёва.
Картина десятая. Ковалёв гуляет по Невскому проспекту, обмениваясь любезностями со знакомыми. По их реакции он всё сильнее убеждается, что нос действительно на месте. В числе прочих во время прогулки он встречает Подточиных. Распрощавшись с ними, он приглашает симпатичную торговку манишками нанести ему визит.

## Музыкальные номера
Действие первое

1. Вступление

Картина первая
2. Цирюльня Ивана Яковлевича

Картина вторая
3. Набережная

4. Антракт

Картина третья
5. Спальня Ковалева

6. Галоп

Картина четвертая
7. Казанский собор
Действие второе

8. Вступление

Картина пятая
9. В газетной экспедиции

10. Антракт

Картина шестая
11. Квартира Ковалева
Действие третье

Картина седьмая
12. Окраина Петербурга

Картина восьмая
13. Квартира Ковалева и квартира Подточиной

14. Интермедия
Эпилог

Картина девятая
15. Квартира Ковалева

Картина десятая
16. Невский проспект

## Художественные особенности
Во время работы над оперой Шостакович находился под впечатлением от мейерхольдовской постановки «Ревизора» 1926 года и сознательно разрабатывал концепцию оперы с оглядкой на эту постановку. В аспирантском отчёте за 1927/28 год он писал: «Симфонизировал гоголевский текст не в виде „абсолютной“, „чистой“ симфонии, а исходя из театральной симфонии, каковую формально представляет собой „Ревизор“ в постановке Вс. Мейерхольда.»
Развитие действия имеет кинематографический характер, выражающийся в большом количестве сменяющих друг друга картин, а также в стилизации киноэффектов (например, в восьмой картине на сцене одновременно представлены квартиры Ковалёва и Подточиной, причём зритель наблюдает происходящие в обеих квартирах события синхронно, хотя по сюжету они отстоят друг от друга во времени). Музыкальный материал отличается крайней разнородностью. От сцены к сцене Шостакович обращается к различным музыкальным техникам и стилям, в связи с чем польки и галопы соседствуют с фугами и канонами, а пение под балалайку и романсовые мотивы — с атональными эпизодами. Гротескный дух оперы поддерживается множеством эксцентрических отступлений от канонов жанра. Это проявляется в нестандартном составе оркестра, включающего, помимо традиционных оркестровых инструментов, фортепиано, балалайки, домры, а также большое количество ударных; в необычных музыкальных решениях (например, первый антракт написан для одних ударных); в экспериментах с вокальными партиями.

## Интересные факты
- Г. Ионин, один из авторов либретто оперы — персонаж книги «Республика Шкид». Там он выведен под фамилией Еонин и прозвищем «Японец».